# Metopina grandimitralis
Metopina grandimitralis är en tvåvingeart som beskrevs av Yang och Wang 1995. Metopina grandimitralis ingår i släktet Metopina och familjen puckelflugor.
Artens utbredningsområde är Zhejiang (Kina). Inga underarter finns listade i Catalogue of Life.